# 寶陀講寺

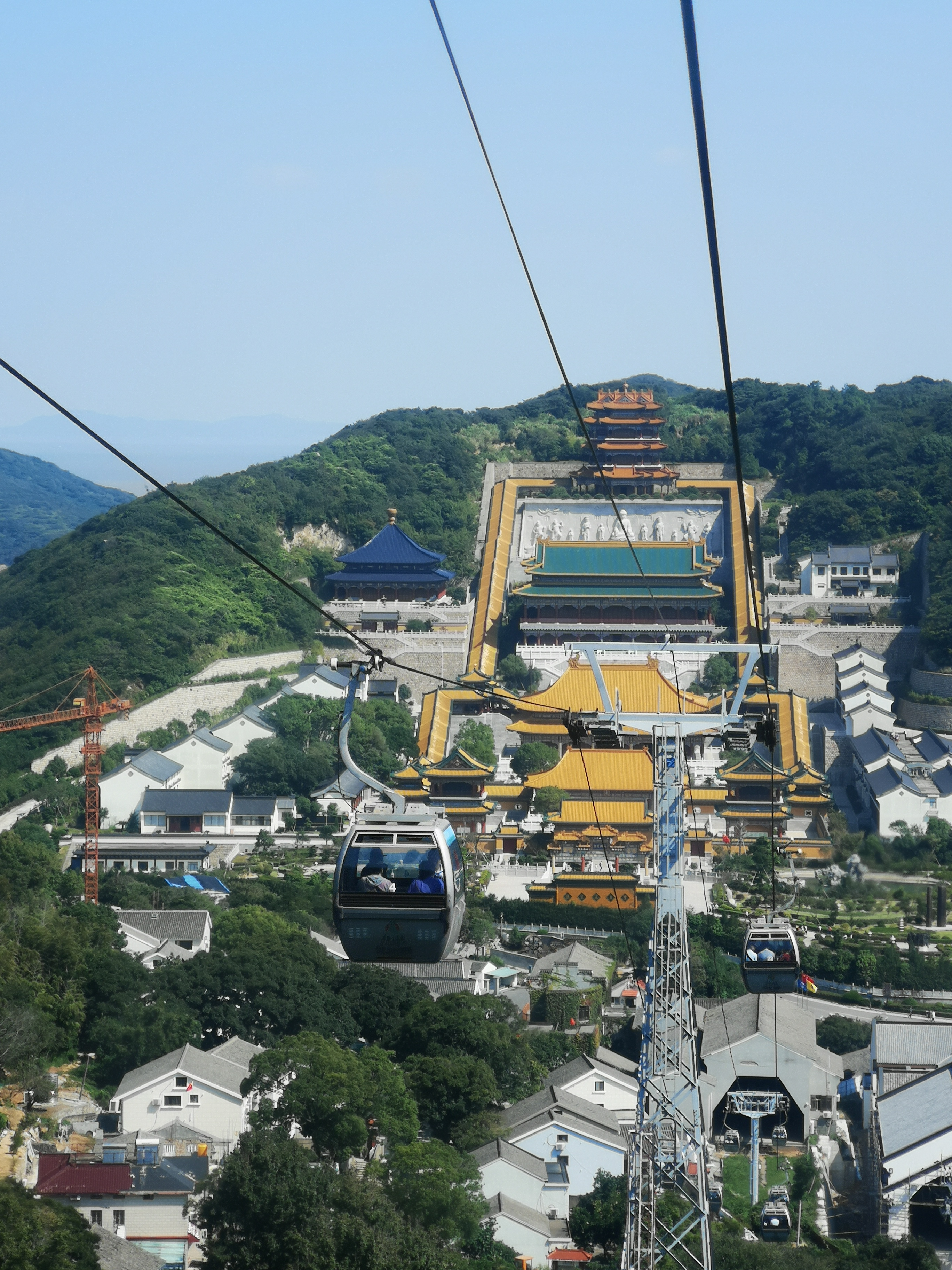
在索道纜車上俯瞰寶陀講寺全景

宝陀讲寺，又称普陀山第四寺，在庐干庵旧址上兴建，用于讲经弘法。
宝陀讲寺位于浙江省舟山市普陀山山麓庐干庵旧址，在索道站旁，毗邻万佛塔。于1999年11月6日奠基开始建设，于2010年6月建成。为明清宫廷式建筑，规模宏大，和普济禅寺相当；故在普陀山三大寺即「前寺」普济寺，「後寺」法雨寺、「佛顶山寺」慧济禅寺之外又称普陀山第四大寺。